# Малевизи
Малевизи (грч. Μαλεβίζι) општина је у Грчкој. По подацима из 2011. године број становника у општини је био 24.864.

## Становништво
| 2011.  |
| ------ |
| 24,864 |